# 漢磊
漢磊先進投資控股股份有限公司（英語：Episil Holding Inc.，英文簡寫：「Episil」，通稱漢磊），業務範圍涵蓋功率半導體、類比積體電路的磊晶及晶圓代工兩大類別。總公司位於臺灣新竹市新竹科學工業園區。
於2014年10月轉型成立投資控股公司，同時將磊晶及晶圓代工兩個事業部，獨立為兩家子公司。

## 發展歷程
- 1985年3月：成立漢磊科技。[1]
- 1986年2月：矽磊晶圓產品開始量產。
- 1991年10月：5吋Bipolar IC晶圓代工廠(元件一廠)落成。
- 1992年6月：5吋Bipolar IC晶圓代工廠(元件一廠)量產。
- 1997年3月：公司股票掛牌上櫃。
- 1999年6月：轉投資成立漢揚半導體股份有限公司。
- 2000年4月：購入聯華電子的Fab5A晶圓廠(元件二廠)。
- 2001年6月：購入華隆微電子的5吋晶圓廠(元件三廠)。
- 2002年6月：合併漢揚半導體股份有限公司[2]。
- 2007年5月：磊晶二廠落成。
- 2014年3月：董事會通過轉型成立投資控股公司[3]。同年10月轉型成立漢磊先進投資控股公司[4]。
- 2015年1月：漢磊科技轉為漢磊先進投資控股公司之子公司。
- 2016年：漢磊先進投資控股公司的子公司漢磊晶與嘉晶電子合併[5]。

## 外部連結
- 漢磊先進投資控股股份有限公司 （页面存档备份，存于）
- 漢磊科技 （页面存档备份，存于）
- 嘉晶電子 （页面存档备份，存于）